# Richmond (Kalifornia)
Richmond város az USA Kalifornia államában, Contra Costa megyében. Lakosainak száma 116 448 fő (2020. április 1.). Richmond Tara Hills, Pinole, El Cerrito, Albany, San Francisco, San Rafael és San Pablo településekkel határos.

## Közlekedés

### Vasút
A települést napi egy pár California Zephyr néven futó Amtrak távolsági vonatjárat érinti.

## Népesség
| Lakosok száma | 6802 | 103 701 | 116 448 |
|               | 1910 | 2010    | 2020    |